# Coré (personaje bíblico)

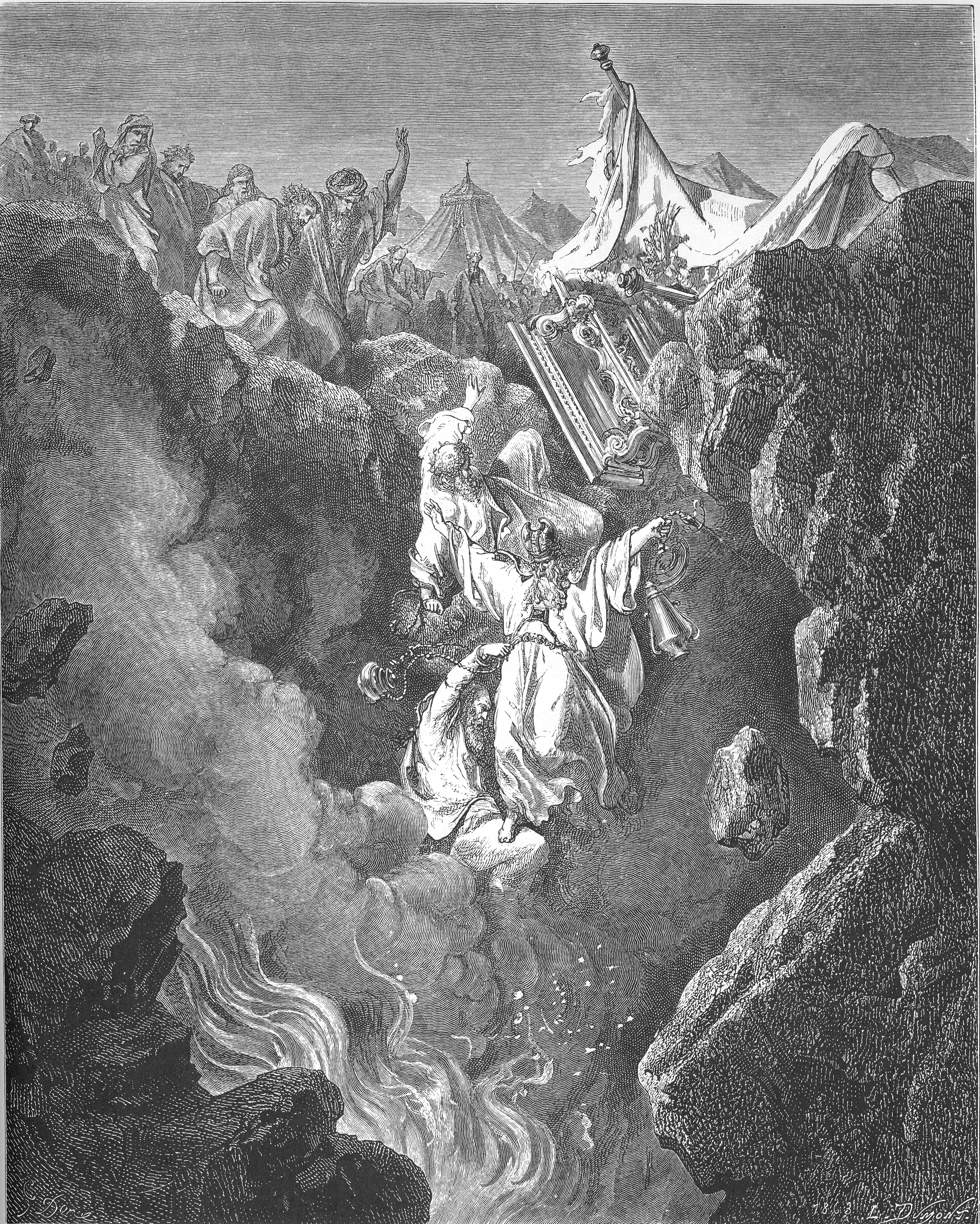
Muerte de Coré, Datán y Abirán, pintura de Gustave Doré

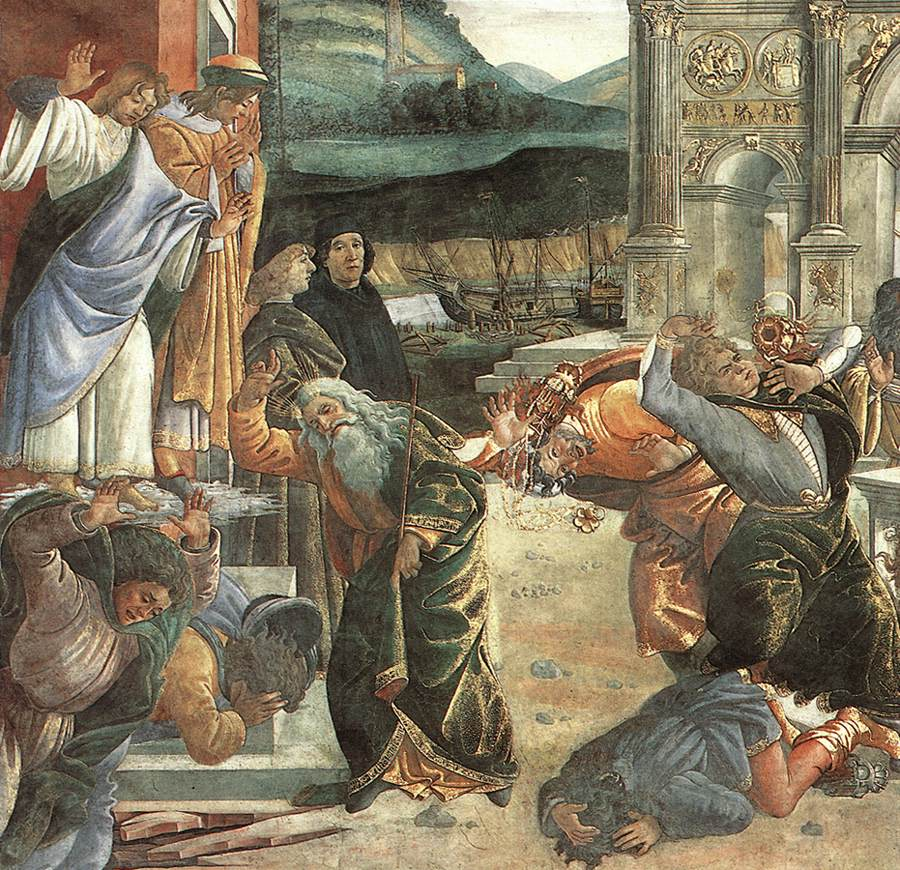
Datan y Abirán son tragados hacia el suelo junto con Coré y su comitiva. Pintura de Sandro Botticelli.

Coré ben Izhar (Coré, hijo de Izhar) es un personaje bíblico, que conspiró contra Moisés y Aarón. Finalmente Yavé  castigó a los rebeldes y la mayor parte fueron tragados por el suelo; en cambio, Coré, junto con otros 250 hombres que se hallaban a la entrada del tabernáculo, fueron consumidos por un fuego de origen divino. La historia del libro de Números se da en el marco de las disputas del pueblo con Moisés durante su trayecto en el desierto (ver Números 16, 1-2, "La rebelión de Coré").

## La figura de Coré en la Biblia
El personaje de Coré aparece por primera vez en el libro del Éxodo (6, 21). Así mismo, en Éxodo 6, 24, se menciona que es hijo de Izhar y hermano de Nefeg y Zicri. También se mencionan sus hijos: Asir, Elcana y Abiasaf.
En el Primer Libro de Crónicas se habla del linaje de Coré (como miembro de la tribu de Leví). Sin embargo, dicho linaje se menciona de modo vago y ligeramente distinto al descrito en la Torá, si bien se mencionan cerca de veinte personas entre los descendientes de Coré, incluyendo el profeta Samuel. Más adelante, en el mismo capítulo sexto del Primer libro de Crónicas, también se menciona al nieto de Samuel, Hayman, que fue poeta en el Tabernáculo en la época de David . Su lista de genealogía hasta Coré es más detallada e incluye nombres adicionales que no aparecen en la lista al comienzo del capítulo. Los descendientes de Coré también aparecen en varios otros lugares del Libro de Crónicas, generalmente como sirviendo en un tabernáculo o templo.
Además, los hijos de Coré se mencionan al inicio de once salmos.

## Disputa de Coré
La historia principal de la Torá en que aparece Coré es la controversia que, junto con su comitiva, tuvo contra Moisés y Aarón. Coré, Datan y Aviram, On Ben Pelat y 250 principales del pueblo de Israel en el desierto desafió el estatus de Moisés como líder y el estatus de Aarón como sumo sacerdote. Moisés ofreció a Coré y a sus hombres hacer una prueba para decidir quién guiaría a los judíos por el desierto. Durante la prueba, Coré y sus seguidores  se pusieron de un lado y Aarón y Moisés del otro. Así sostuvieron una disputa con una mano en la que tenían incienso. Dios eligió a Moisés y Aarón, y estuvo a punto de destruir a todo el pueblo de Israel, como castigo por su apoyo a Coré, pero luego de la súplica de Moisés ante Dios, YHWH renunció al castigo matando solo a Coré y a sus seguidores. A algunos de ellos los quemó y a otros los tragó la tierra abierta.

## Trasfondo de la controversia
La Torá no dice las razones por las que Coré no estaba de acuerdo con el liderazgo de Moisés y Aaron. Sin embargo, los rabinos en el Midrash presentan una explicación según la cual Coré apeló contra la división de roles durante la construcción y gestión del Mishkan.
Junto con los hijos de Rubén, los de Coré pertenecían a una tribu más antigua que hubiese podido tener derecho a un puesto público. Puede que sea este hecho el que los llevó a desafiar a Moisés y a Aarón. Otro midrash afirma que Coré alcanzó a vislumbrar que Samuel saldría de su tribu, con lo que se llenó de orgullo.

## El lugar de la controversia según el Midrash

#### Causa política
El Midrash se basa en el esfuerzo de Coré por atraer tantas audiencias como fuese posible con lengua suave. Además subraya la contradicción en las afirmaciones de Coré: por un lado, toda la comunidad está hecha de santos y, por lo tanto, no hay necesidad de un líder en absoluto, pero por el otro, Coré claramente quiere que Dios sepa cuál de los miembros de la comunidad es el elegido. Así, el Midrash pone en boca de Coré diversas quejas sobre el lugar marginal de los levitas en relación con los sacerdotes, quejas sobre el mandamiento de los diezmos (que aún no se ha practicado porque se practica solo en la tierra prometida) y las contribuciones a los sacerdotes como pago por los sacrificios.
Según un midrash, Coré fue el primero de los levitas en afeitarse en su ceremonia de dedicación para servir en el Mishkán. Corrió afeitado por todo el campamento y al no ser reconocido, se quejó de la humillación que Moisés le había infligido además de la belleza de la ropa de Aarón. Según otro midrash, Koraj se puso un talit completamente azul e hizo a Moisés preguntas halájicas sobre lo que significaba este talit al que se le había adherido un hilo azul claro, como los chales de oración regulares.

#### Causa espiritual
En otro nivel, la controversia se interpreta como una cuestión de valores: ¿existe la igualdad y es un valor sublime? Coré sería uno de los defensores de la igualdad: todos son santos. En términos del nivel de valor, agregan los comentaristas, también significa que no hay valores superiores a otros. Los comentaristas contemporáneos atribuyen el posmodernismo y el relativismo a Coré pues, esta afirmación en un nivel más profundo haría imposible decidir entre las diversas perspectivas humanas.
En los días de profunda polémica contra los cristianos, las afirmaciones de Coré fueron comparadas con los principios del cristianismo. El énfasis de dichos midrashim era puesto en las implicaciones políticas del judaísmo, en oposición con evitar la política y sobre todo la supremacía de la política, que puede colegirse del pensamiento cristiano. El midrashim puso en boca de Coré afirmaciones sobre la arbitrariedad de las mitzvot, que las mitzvot deben adaptarse a las circunstancias (por ejemplo: se dice que Coré utilizó el argumento de que una casa llena de libros no necesita una biblioteca o mezuzá). Los predicadores anticristianos que usaron a Coré querían enfatizar la necesidad de una compleja combinación entre lo sagrado y lo profano, entre lo sagrado y lo secular. Es decir, no existe una situación vital en que todo sea sagrado o todo sea secular.

## La respuesta de Moisés a la queja de Coré
Moisés defiende las decisiones de Dios y el nombramiento de Aarón, pero no defiende su propio nombramiento. La queja de Coré recuerda las palabras de Moisés en el caso de Eldad y Meidad, narradas unos capítulos antes. En ese caso, Moisés nombró a 70 ancianos para que lo ayudaran, y en retrospectiva, esto resultó en Eldad y Meidad, comenzaron a profetizar en otras partes del campamento. Cuando Moisés se enteró de esto y le pedían que los encarcelaran, se negó pues dijo: "¿Quién dará profetas a todo el pueblo de Dios?". En muchos lugares, Moisés declara repetidamente que está renunciando al derecho de ser el líder, que no lo ha querido y que nunca ha abusado de este derecho. Moisés, por eso, no protesta firmemente contra Coré y está de acuerdo con una prueba de liderazgo en que Dios elegirá a quien quiera.

## La muerte de Coré y las consecuencias de la controversia
Moisés le pidió a Dios que Coré y su comité fueran asesinados de una manera antinatural. La importancia de la muerte antinatural era el énfasis que esta muerte daría a la elección de Dios. Si Coré hubiera muerto de muerte natural, el debate político no se habría resuelto y las acusaciones contra Moisés habrían aumentado. En el líbro de Números capítulo 16, se explica la muerte de Datan y Aviram, participantes en la controversia, se dice: "Y la tierra abrirá su boca y se los tragará a ellos y a sus casas, y a todo el hombre que está en la tierra, y toda la propiedad". De los doscientos cincuenta quemadores de incienso se dice: "Y salió fuego de delante del Señor, y los cincuenta y doscientos quemadores de incienso comerás". Más tarde se dice que Coré fue tragado en la tierra: "Abrió la tierra su boca, y los tragó a ellos, a sus casas, a todos los hombres de Coré, y a todos sus bienes " (Números 16, 32). La forma un tanto oscura en que todo tiene lugar ha dado a toda clase de interpretaciones al respecto.
La revuelta generó muchos ecos. Inmediatamente después de la muerte de los rebeldes estalló una plaga. Los sabios de los tiempos de la Mishná, la Tosefta y el Talmud interpretan el nombre de Coré como "debido a él, muchas personas murieron." El pueblo continuó poniendo a Moisés y Aarón a prueba durante todo el trayecto en el desierto, Moisés y Aarón superaron todos ellos.

## Los supervivientes
Del desastre hubo varios sobrevivientes, entre ellos los hijos de Coré, según dice la Torá en una mención incidental posterior de la historia.
En el Talmud se cuenta una leyenda sobre cómo se salvaron los hijos de Coré: "Los hijos de Coré no murieron. Es decir, que en verdad fueron tragados en la tierra, pero continuaron viviendo allí, y desde allí (ellos mismos, y no sus descendientes) cantaron los Salmos.
Además, según el Talmud cuando habla sobre Ben Pelat, quien es mencionado en el asunto como uno de los partícipes de la controversia, fue salvado por su esposa quien le aconsejó que abandonara esta controversia, ya que no se le otorgaría ningún papel de liderazgo incluso si  ganaba Coré.
Un midrash que sigue las leyendas talmúdicas sobre los hijos de Coré, afirma que el profeta Samuel era  descendiente de Coré.